# Steja
Steja románul: Șteia, falu Romániában, Erdélyben, Hunyad megyében.

## Fekvése
Körösbányától északnyugatra, a Fehér-Körös jobbparti úttól északra fekvő település.

## Története
Steja egykor Zaránd vármegyéhez tartozott. Nevét 1760–1762 között említette először oklevél Stea néven.
1808-ban Steé, 1888-ban és 1913-ban Steja néven volt említve.
A trianoni békeszerződés előtt  Hunyad vármegye Körösbányai járásához tartozott.
1910-ben 429 görög keleti ortodox román lakosa volt.